# Meiji U Tum’si
Meiji U Tum’si (geb. 15. August 1974, Brazzaville, Republik Kongo) ist eine französische Theater- und Filmschauspielerin, Drehbuchautorin und Regisseurin kongolesischer Herkunft.

## Leben
Meiji U Tum’Si wurde 1974 geboren. Sie hatte schon immer eine Leidenschaft für die darstellenden Künste. Schon in jungen Jahren schrieb, inszenierte und produzierte sie eigene Stücke: 1992 ging sie an die private Schauspielschule Cours Florent in Paris; 1995 führte sie Regie bei „Der Fluch der Tchikumbi“ (La Malédiction de la Tchikumbi), für den sie 1998 eine neue, zeitgenössischere Adaption aufführte; 1999 schrieb und produzierte sie ihr drittes Stück, „Le Boy de la caserne“ („Der Kasernen-Boy“), worin sie ein Bild vom Bürgerkrieg in ihrem Heimatland zeichnete. Dank ihrer Begegnung mit den amerikanischen Regisseuren Melvin Van Peebles und Daniel Vigne erhielt sie ab 1999 Rollen als Schauspielerin. Sie spielte in einem Film von Melvin Van Peebles, „Le conte du Ventre Plein“ („Die Erzählung vom vollen Bauch“). Im selben Jahr bot ihr Daniel Vigne die Rolle einer Figur in „La Kiné“ an, einer Fernsehserie für France 2 und TV5 Monde. In den 2000er Jahren wurde sie dann in verschiedenen Castings ausgewählt. Doch die französische Bühne bietet relativ wenige Rollenmöglichkeiten für schwarze Schauspielerinnen.
Im gleichen Zeitraum war sie Regieassistentin für Daniel Vigne und drehte dann zwei Kurzfilme, „La Dictée“ (2003) und „Déjà loup“ (2004), die Aufmerksamkeit erregten und sie als Regisseurin bekannt machten.

## Werk

### Schauspielerin
- 1999: Le Conte du ventre plein: Diamentine
- 1999: La Kiné: Rose
- 2000: Fatou la Malienne: Maranna
- 2001: Sous le soleil („Unter der Sonne“, Hervé Renoh – Staffel 7, Ep. 27 Liberté sans condition): Maya
- 2001: Groupe Flag (Eric Summer)
- 2002: Le Pari de l’amour („Die Liebeswette“, Didier Aufort): Journalistin
- 2002: Fatou, l’espoir: Maranna
- 2003: Un sang blanc de vérité („Ein weißes Blut der Wahrheit“, Virgile Mfouilou): kleine Schwester
- 2004: La Drague (Tadie Tuene)
- 2006: Paris à tout prix („Paris um jeden Preis“, Joséphine Ndagnou)
- 2008: Toi-même tu sais („Du weiß es selbst“, J. G. Biggs, Ep. 5 : C’est quelle vie? – „Was ist das für ein Leben?“)
- 2008: Drôle de Noël, („Lustige Weihnachten“, Picard-Dreyfus): Céline
- 2009: Quand la ville mord („Wenn die Stadt beißt“, Dominique Cabrera)

### Regisseurin
- 2003: La Dictée. („Das Urteil“) Kurzfilm, 9 min[4]
- 2004: Déjà loué. („Bereits ausgeliehen“) Kurzfilm[1]
- 2005: Nawa & Djoka
- 2008: L’Odeur de la trousse en cuir de mon père („Der Geruch der Ledertasche meines Vaters“)

### Radio
- 1995: Sale cité. („schmutzige Stadt“) France Culture
- 1998: Les Kanaks. France Culture
- 1999–2000: La brebis galeuse. („Das schwarze Schaf“, Jean Sylvestre Souka), Africa n° 1
- 2004: Nawa & Djoka. Improvisations-Sketche über Tagesthemen, Les Matins d’Eugénie, Africa n° 1
- 2004: Werbung, Stimme für Celtel TV
- 2004: Gizmo de luxe
- 2005: Radio-Screening-Kampagne gegen AIDS: Nawa & Djoka, produziert von Inpes – Africa n° 1, Produktionspartnerschaft
- 2007: American Darling. Radioserie, Myron Meerson, France Culture
- 2007: Werbung Brussels Airlines
- 2008: Werbung Horyzon Mobile

## Auszeichnungen
- 2003: Prix Beaumarchais für La Dictée
- 2004: Fica d’Or für La Dictée beim Festival international du court métrage in Abidjan
- 2004: Prix du public beim Festival Plein Sud, Cozes (La Dictée & Déjà loué)
- 2004: Prix spécial du jury beim Festival international du film de Ouidah (Festival Quintessence) in Bénin (La Dictée)
- 2009: Prix Beaumarchais für L’Odeur de la trousse en cuir de mon père.